# Skoki z klifów na Mistrzostwach Świata w Pływaniu 2017
Zawody w skokach z klifów na 17. Mistrzostwach Świata w Pływaniu odbyły się w dniach 28–30 lipca 2017 r. na nasypie Dunaju w dzielnicy Buda.

## Harmonogram
Zostały rozegrane dwie konkurencje.
| Data     | Godzina | Konkurencja                  |
| -------- | ------- | ---------------------------- |
| 28 lipca | 12:30   | Kobiety (20 m) – runda 1     |
| 28 lipca | 14:00   | Mężczyźni (27 m) – rundy 1-2 |
| 29 lipca | 12:15   | Kobiety (20 m) – rundy 2-4   |
| 30 lipca | 12:00   | Mężczyźni (27 m) – rundy 3-4 |

## Medaliści
| Konkurencja           | Złoto                            | Złoto  | Srebro                   | Srebro | Brąz                        | Brąz   |
| Konkurencja           | Zawodnik / Zawodniczka           | Wynik  | Zawodnik / Zawodniczka   | Wynik  | Zawodnik / Zawodniczka      | Wynik  |
| Mężczyźni (szczegóły) | Steve Lo Bue · Stany Zjednoczone | 397,15 | Michal Navrátil · Czechy | 390,90 | Alessandro De Rose · Włochy | 379,65 |
| Kobiety (szczegóły)   | Rhiannan Iffland · Australia     | 320,70 | Adriana Jiménez · Meksyk | 308,90 | Jana Nestriajewa · Białoruś | 303,95 |

## Klasyfikacja medalowa
| Miejsce | Państwo           | Złoto | Srebro | Brąz | Razem |
| ------- | ----------------- | ----- | ------ | ---- | ----- |
| 1.      | Australia         | 1     | 0      | 0    | 1     |
| 1.      | Stany Zjednoczone | 1     | 0      | 0    | 1     |
| 2.      | Czechy            | 0     | 1      | 0    | 1     |
| 2.      | Meksyk            | 0     | 1      | 0    | 1     |
| 3.      | Białoruś          | 0     | 0      | 1    | 1     |
| 3.      | Włochy            | 0     | 0      | 1    | 1     |
| Razem   | Razem             | 2     | 2      | 2    | 6     |